# Nakkila
Nakkila (föråldrat svenskt ortnamn: Nackeby) är en kommun i landskapet Satakunta i Finland. Nakkila kommuns folkmängd uppgår till 5 169 invånare, och den totala arealen utgörs av 184,88 km². Kommunen grundades år 1861, och genomflyts av Kumo älv.
Nakkila kommun ingår i Björneborgs ekonomiska region.
Nakkila kommuns språkliga status är enspråkig finsk.

## Namn
Det svenska namnet på orten, Nackeby, har räknats som föråldrat i långliga tider. Svenska Folkpartiets ortnamnskommitté i Finland gav tidigare regelbundet ut böcker med titeln Svenska ortnamn i Finland med finska motsvarigheter. I boken som gavs ut 1963 räknades den svenska namnformen inte längre som levande, utan hade strukits ut ur förteckningen över officiella svenska ortnamn. I historiska sammanhang ska det svenska ortnamnet Nackeby fortfarande användas i svensk text.

## Historia
Nakkilatrakten har haft bosättning sedan förhistorisk tid. Från övergångsperioden mellan stenåldern och bronsåldern har man, på området Uotinmäki, hittat fornlämningar. I Rieskaronmäki har, i sin tur, påträffats Finlands äldsta bronsåldersboplats.

### Administrativ historik
1 januari 2001 tillfördes ett område med 60 invånare från Kiukais kommun.

## Nakkila församling
Nackeby (numera: Nakkila) grundades som böneförsamling under Ulvsby pastorat 1763, uppgraderades året därpå till en kapellförsamling och fick egen präst år 1765. Nackeby avskildes till eget pastorat 1861. Församlingens finska namnform är Nakkilan seurakunta.
Byar som har tillhört Nackeby församling i äldre tider, och som i dag ligger i Nakkila kommun:  
Arandila (fi. Arantila), Kyrkholm (fi. Kirkkosaari), Kukonharja, Kyllijoki, Lammais (fi. Lammainen), Lautila, Leistilä, Masia, Mjölnarby (fi. Myllärinkylä), Backas (fi. Pakkala), Ruhade, Ruskeby (fi. Ruskila), Svensby (fi. Soinila), Tattara, Viikkala och Villeby (fi. Villilä).

### Andra byar
- Järvikylä[12]

## Styre och politik

### Mandatfördelning i Nakkila kommun, valen 1976–2021
| 7 | 7 | 6 |  | 6 |

| 6 | 7 | 6 |  | 7 |

| 5 | 7 |  | 7 | 7 |

| 5 | 8 |  | 7 | 6 |

| 5 | 8 |  | 8 | 5 |

| 4 | 8 | 10 | 5 |

| 4 | 7 | 11 | 5 |

| 4 | 7 | 10 | 6 |

| 16 | 11 |

| 4 | 7 | 9 | 7 |

| 16 | 11 |

| 4 | 6 | 3 | 8 | 6 |

| 19 | 8 |

| 5 | 5 | 4 | 8 |  | 6 |

| 17 | 12 |

| 5 | 6 | 5 | 7 |  | 5 |

| 21 | 8 |

### Vänorter
Nakkila kommun har följande två vänorter:  
- Hudiksvall, Sverige.[13]
- Boksitogorsk (ryska: Бокситого́рск), Ryssland.[13]

## Näringsliv
Småindustrin sysselsätter i dagsläget flertalet av kommunens befolkning, medan en minoritet är sysselsatt inom jordbruket. I mitten av 1800-talet började en snickare tillverka gungstolar här, och än i dag är kommunen speciellt känd för sina gungstolar.

## Befolkningsutveckling
| Befolkningsutvecklingen i Nakkila kommun 1975–2020                                                           | Befolkningsutvecklingen i Nakkila kommun 1975–2020 | Befolkningsutvecklingen i Nakkila kommun 1975–2020 | Befolkningsutvecklingen i Nakkila kommun 1975–2020 | Befolkningsutvecklingen i Nakkila kommun 1975–2020 |
| --- | -------------------------------------------------- | -------------------------------------------------- | -------------------------------------------------- | -------------------------------------------------- |
| |                                                    |                                                    |                                                    |                                                    |
| År |                                                    |                                                    | Folkmängd                                          |                                                    |
| 1975 | 1975                                               |                                                    | 5 994                                              |                                                    |
| 1980 | 1980                                               |                                                    | 6 248                                              |                                                    |
| 1985 | 1985                                               |                                                    | 6 445                                              |                                                    |
| 1990 | 1990                                               |                                                    | 6 396                                              |                                                    |
| 1995 | 1995                                               |                                                    | 6 186                                              |                                                    |
| 2000 | 2000                                               |                                                    | 6 094                                              |                                                    |
| 2005 | 2005                                               |                                                    | 5 832                                              |                                                    |
| 2010 | 2010                                               |                                                    | 5 788                                              |                                                    |
| 2015 | 2015                                               |                                                    | 5 651                                              |                                                    |
| 2020 | 2020                                               |                                                    | 5 256                                              |                                                    |
| Anm: Uppgifterna avser förhållandena den 31 december nämnda år enligt områdesindelningen den 1 januari 2022. |                                                    |                                                    |                                                    |                                                    |